# Packard
Packard – amerykańskie przedsiębiorstwo produkujące w latach 1899–1958 luksusowe samochody osobowe pod marką Packard. Od 1954 r. po przejęciu Studebakera przedsiębiorstwo nosiło nazwę Studebaker-Packard Corporation.

## Historia
Packard to jedno z najbardziej znanych w latach 20. i 30. XX wieku amerykańskich przedsiębiorstw produkujących samochody luksusowe. Została założona w 1899 roku przez braci Jamesa Warda i Williama Douda Packardów oraz ich wspólnika George’a Lewisa Weissa w Warren w Ohio.
Od początku swego istnienia Packard koncentrował się wyłącznie na segmencie samochodów luksusowych. Podczas gdy samochody konkurencji kosztowały od kilkuset do 1000 dolarów, ceny aut tej ekskluzywnej marki zaczynały się od 2500 dolarów. Wysokiej cenie odpowiadała jakość konstrukcji i wykonania aut, które zdobyły wysoką renomę wśród nabywców.
Znalazło to odbicie w sprzedaży w latach 20. i 30., kiedy Packard odnosił największe sukcesy. Wprowadzony w 1932 roku do sprzedaży model Twin Six (później zwany Twelve) pozostawał w sprzedaży do 1939 roku i pozwolił przedsiębiorstwu przetrwać w okresie Wielkiego Kryzysu, gdy upadła większość niezależnych producentów luksusowych aut, jak Peerless, Ruxton, Stutz, Duesenberg czy Pierce-Arrow. Polityka przedsiębiorstwa polegająca na produkcji jednej linii samochodów o współzamiennych częściach i stosunkowo rzadkiej wymianie modeli pozwoliła obniżyć koszty i przetrwać recesję.
W połowie lat 30. sytuacja ekonomiczna zmusiła jednak Packarda do skierowania oferty do nieco mniej zamożnych klientów. Pierwszy model zaoferowany w klasie średniej nosił oznaczenie 120. Auto wyposażone było w niezależne zawieszenie przednie i hydrauliczne hamulce. Dzięki niemu sprzedaż producenta zwiększyła się sześciokrotnie w ciągu zaledwie dwóch lat.
Poza modelem 120 w ofercie pozostawały luksusowe wersje Twelve, Super Eight i Eight. Pod koniec lat 30. Packard zaproponował kolejny model w klasie średniej. Produkcja tańszych aut na masową skalę sprawdziła się w czasie kryzysu lat 30., lecz nadszarpnęła renomę Packarda jako marki luksusowych aut, gdy po II wojnie światowej bogacące się społeczeństwo poszukiwało nowych samochodów.
Podczas samej wojny przedsiębiorstwo przestawiło się w całości na produkcję dla potrzeb wojennych i wytwarzało silniki lotnicze (licencyjny Rolls-Royce Merlin) i okrętowe (dla kutrów). Część form do produkcji nadwozi sprzedano na mocy porozumienia międzyrządowego do ZSRR (posłużyły tam do produkcji ZiS-110).

## Upadek
Po II wojnie światowej modele Packarda z trudem konkurowały z modelami większych firm, jak Cadillac czy Chrysler. Produkcję samochodów wznowiono jesienią 1945 roku, zaczynając od odświeżonego modelu Packard Clipper z 1941 roku. Na 1948 rok zaprezentowano całkiem nowe modele 22 serii, z nowoczesnym nadwoziem. Przedsiębiorstwo pozostawało niezależnym producentem, spoza tzw. wielkiej trójki dużych koncernów. Jego unikalną cechą było, że aż do początku lat 50. kolejne modele określała numerem serii, a nie przez rok modelowy, jak inni amerykańscy producenci. Oprócz luksusowych modeli, oferowano modele średniej klasy. W 1951, po wprowadzeniu nowych modeli 24 serii, zdołano sprzedać jeszcze 100 tysięcy samochodów (15. miejsce i 1,73% udziału na rynku). Jednakże słynna przed wojną marka zaczęła tracić rynek i popadać w trudności finansowe. Pod koniec 1953 roku producent nadwozi dla Packarda, Briggs Manufacturing, został wykupiony przez Chryslera, i Packard musiał uruchomić pospiesznie własną produkcję nadwozi. Zarząd usiłował zmniejszyć koszty produkcji, wykupując w październiku 1954 również przeżywającą trudności większą spółkę Studebaker, produkującą tańsze samochody, lecz transakcja przyspieszyła w istocie upadek Packarda. Połączone firmy przyjęły nazwę Studebaker-Packard Corporation. Packard zrezygnował natomiast z połączenia z koncernem American Motors Corporation. Sytuacja finansowa Packarda nie pozwalała na skonstruowanie nowego modelu i na 1955 rok zaprezentowano tylko gruntownie odświeżone stare modele, które odniosły względny sukces, lecz niewystarczający do zabezpieczenia bytu przedsiębiorstwa (55 517 sprzedanych, 0,78% udziału w rynku). Na 1956 rok wyodrębniono marketingowo tańszą serię Clipper jako osobną markę. Z uwagi na trudności finansowe, 25 czerwca 1956 zaprzestano jednak produkcji własnych konstrukcji Packarda, zamykając zakłady w Detroit. Modele na 1957 rok, dla zmniejszenia kosztów, były oparte już na konstrukcjach Studebakera i produkowane w jego zakładach w South Bend. Przeszły w ten sposób ostatecznie do średniego segmentu rynku, co nie znalazło akceptacji nabywców, i sprzedano ich w tym roku tylko 4809. Ostatni model pod marką Packard został wyprodukowany 13 lipca 1958. Sama nazwa Studebaker-Packard Corporation przetrwała jeszcze do 1962 roku, po czym zmieniono ją na Studebaker.

## Reaktywacja marki
Na przełomie XX i XXI wieku amerykański przedsiębiorca Roy Gullickson wykupił prawo do marki Packard, założył spółkę Packard Motor Car Company w Scottsdale i zbudował prototypowe egzemplarze Packard Twelve.

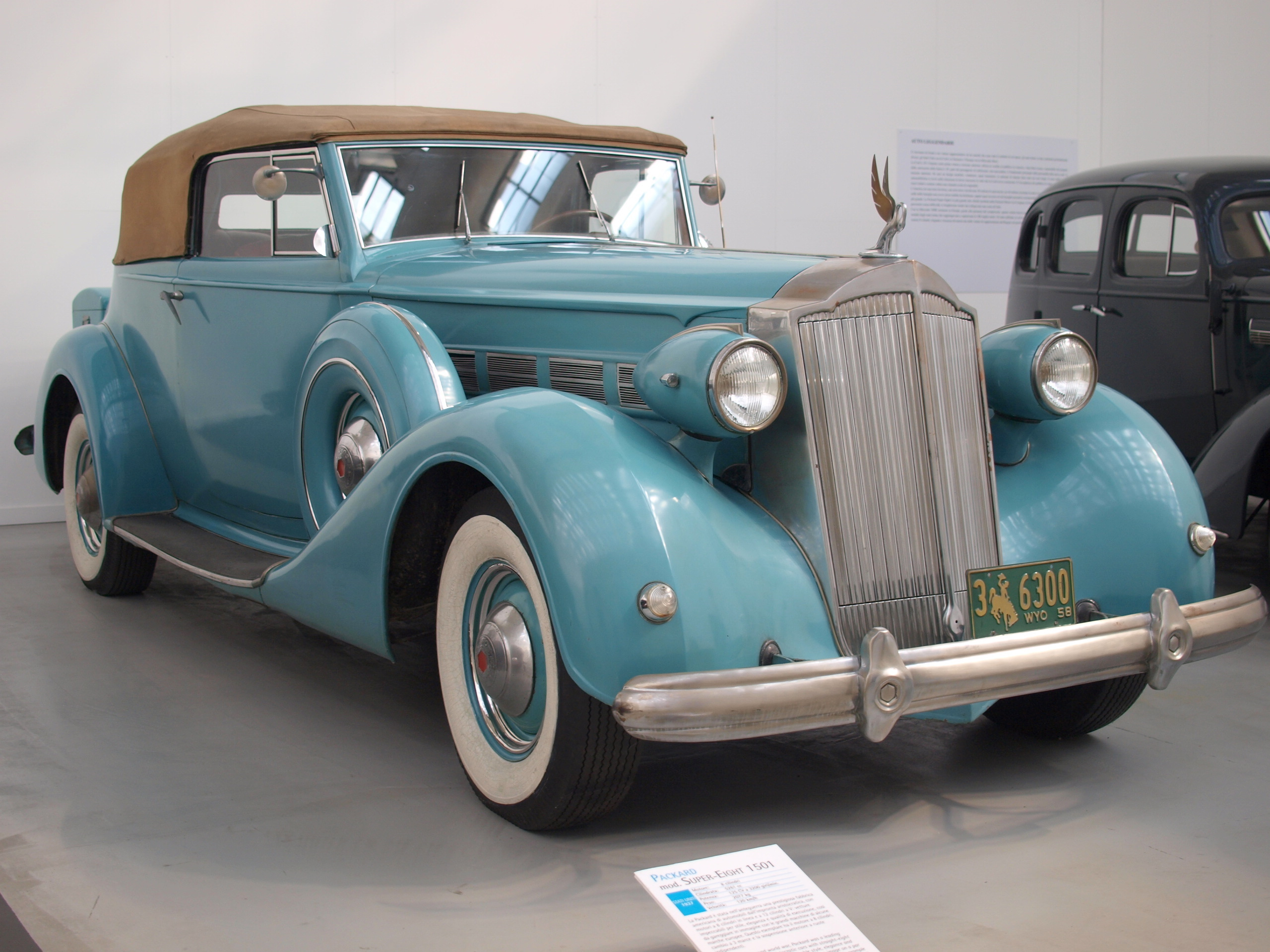
Packard Super Eight 1501

## Samochody marki Packard
- Packard A (1899)
- Packard B (1900)
- Packard C (1901)
- Packard E (1901)
- Packard F (1902 – 1903)
- Packard G (1902)
- Packard M (1902)
- Packard K (1903)
- Packard L (1904)
- Packard N (1905)
- Packard 18
- Packard 24 (Packard S)
- Packard 30

- Packard Dominant Six
- Packard Twin Six
- Packard Single Six
- Packard Six

- Packard Eight
- Packard Single Eight
- Packard Standard Eight
- Packard Custom Eight
- Packard DeLuxe Eight
- Packard Light Eight
- Packard Super Eight
- Packard Speedster

- Packard 110 (Packard One-Ten)
- Packard 120 (Packard One-Twenty)
- Packard 160
- Packard 180

- Packard 200
- Packard 250
- Packard 300
- Packard 400 (Packard Four-Hundred)
- Packard Twelve
- Packard Station Sedan

- Packard Clipper
- Packard Cavalier
- Packard Mayfair
- Packard Caribbean
- Packard Patrician
- Packard Pacific
- Packard Executive
- Packard Hawk

- Packard Pan-American
- Packard Panther
- Packard Predictor